# Encephalartos schaijesii
Encephalartos schaijesii là một loài thực vật hạt trần trong họ Zamiaceae. Loài này được Malaisse, Sclavo & Crosiers mô tả khoa học đầu tiên năm 1993.